# Saint-Laurent-sous-Coiron
Saint-Laurent-sous-Coiron település Franciaországban, Ardèche megyében. Lakosainak száma 120 fő (2022. január 1.). Saint-Laurent-sous-Coiron Darbres, Freyssenet, Lussas, Saint-Étienne-de-Boulogne, Saint-Priest és Vesseaux községekkel határos.

## Népesség
A település népessége az elmúlt években az alábbi módon változott:
| Lakosok száma | 112  | 120  | 115  | 134  | 104  | 102  | 100  | 111  | 116  | 120  |
|               | 1968 | 1982 | 1990 | 2006 | 2013 | 2015 | 2017 | 2019 | 2020 | 2022 |